# 日本小型船舶検査機構
日本小型船舶検査機構（にほんこがたせんぱくけんさきこう、英文名称: Japan Craft Inspection Organization.、略称JCI）は、国に代わって小型船舶の検査事務等を行う特別民間法人である。現在は、本部を除く全国32箇所の支部において検査事務等を行っている。平成17年度末現在、JCIにおける検査対象船舶は約456千隻となっている。
また、平成14年（2002年）4月からは、「小型船舶の登録等に関する法律」に基づき、所有者が不明確なため生じるトラブルや不都合、放置艇、不法投棄などの小型船舶に係る諸問題を解消するために、小型船舶の登録測度事務を開始、平成16年（2004年）11月からは、平成17年（2005年）5月の「海洋汚染等防止条約」の発効に伴う「海洋汚染及び海上災害の防止に関する法律」の改正に基づき、小型船舶に設置される連続最大出力130kWを超えるディーゼルエンジンを対象に、当該エンジンから排出される窒素酸化物（NOx）の放出量の規制を行うため、小型船舶用原動機放出量確認等事務を開始している。